# ماریون (اوهایو)
ماریون(به انگلیسی: Marion) شهری در ایالت اوهایو کشور ایالات متحده آمریکا است که جمعیت آن در سرشماری سال ۲۰۱۰ میلادی، ۳۶٬۸۳۷ نفر بوده‌است.